# Trifluorometilfenilpiperazin
3-Trifluorometilfenilpiperazin (TFMPP) je rekreaciona droga iz piperazinske hemijske klase. On se obično u kombinaciji sa njegovim analogom benzilpiperazin (BZP). U prodaji je kao legalna alternativa nezakonitoj drogi MDMA ("Ekstazi"), pod imenom „Legalno X“.

## Farmakologija
ima afinitet za , , , , i  receptora, i funkcioniše kao pun agonist na istim mestima izuzev  receptora, gde deluje kao slab parcijalni agonist ili antagonist. Za razliku od srodnog piperazinskog jedinjenja meta-hlorofenilpiperazina (mCPP), TFMPP ima neznatan afinitet za  receptor. TFMPP se takođe vezuje za SERT i izaziva otpuštanje serotonina. On nema efekta na preuzimanje ili efluks dopamina ili norepinefrina.